# Castorama
Castorama (по-русски Кастора́ма́)  — французская компания, специализирующаяся на продажах товаров для дома, в том числе строительного ассортимента.

## История
- 1969 — открытие первого магазина «Castorama» во Франции.
- 1988 — начало международной экспансии «Castorama»: открытие первого магазина в Италии.
- 1997 — начало работы «Castorama» в Польше.
- 1998 — приобретение группой Kingfisher 57,9% акций группы «Castorama».
- 2002 — приобретение группой Kingfisher оставшегося пакета акций группы «Castorama».
- 2003 — группа Kingfisher стала лидером в Европе и третьим в мире игроком на розничном рынке товаров для дома и ремонта.
- 2004 — начало работы «Castorama» в России.
- 2006 — открытие гипермаркетов в Самаре и Санкт-Петербурге.
- 2007 — открытие гипермаркетов в Санкт-Петербурге, Котельниках (Московская область), Ростове-на-Дону.
- 2008 — открытие гипермаркетов в Омске и Краснодаре. Закрытие гипермаркетов в Италии.
- 2009 — открытие гипермаркетов в Тольятти, Воронеже, Краснодаре, Москве и Нижнем Новгороде.
- 2010 — открытие гипермаркета в Перми и Уфе.
- 2011 — открытие гипермаркета в Щёлково (Московская область), Челябинске, Саратове.
- 2012 — открытие гипермаркета в Екатеринбурге.
- 2013 — открытие гипермаркета в Оренбурге.
- 2014 — открытие гипермаркета в Москве.
- 2016 — открытие гипермаркета в Электростали (Московская область).
- 2017 — закрытие гипермаркета в Уфе.
- 2018 — открытие гипермаркета в Казани и Одинцово (Московская область), закрытие гипермаркетов в Омске и Краснодаре.
- 2020 — закрытие гипермаркетов в Москве и Тольятти.
- 2021 — закрытие гипермаркетов в Котельниках, Санкт-Петербурге и Самаре.

## Castorama в России
- Количество магазинов (2024): 5
- Первый магазин Castorama в России открылся в Самаре 28 февраля 2006 года.
- Количество сотрудников: 3073 человек
- Средняя площадь магазина: 10000 м².
- Ассортимент: 25000 артикулов.
- Castorama начала закрывать магазины в России с 2020 года. Закрыты магазины в городах: Уфа, Омск, Тольятти, Воронеж, Казань, Котельники (Московская область), Санкт-Петербург, Самара, Саратов.
- Последний магазин Castorama в Нижнем Новгороде закрыт с 24 марта 2025 года. На его месте теперь работает магазин «МаксидоМ».

В 2020 году ООО «Максидом» купил российское подразделение британской сети гипермаркетов товаров для дома Castorama.

## Деятельность
В 1998 году «Castorama» была объединена с компанией «B&Q», дочерним предприятием концерна «Kingfisher». Группа «Kingfisher» — это более 900 магазинов в Европе и Азии и лидерство на рынке товаров для дома и ремонта в Европе. Группа «Kingfisher» — третья по величине DIY сеть в мире.
Группа состоит в стратегическом альянсе с ведущей германской компанией «Hornbach», владеющей более 120 магазинами товаров для дома и ремонта по всей Европе в таких странах как Германия, Австрия, Нидерланды, Люксембург, Швейцария, Швеция, Чехия. Группа «Kingfisher» является международным бизнесом. Более 50% продаж и прибыли Группы приходится на страны за пределами Великобритании. Международная деятельность «Kingfisher» осуществляется в Германии, Испании, Ирландии, Польше, Португалии, России, Румынии и Турции.